# Terina Te Tamaki
Terina Lily Te Tamaki  (1 de maio de 1997) é uma ruguebolista de sevens neozelandesa, medalhista olímpica.

## Carreira
Terina Te Tamaki integrou o elenco da Seleção Neozelandesa Feminina de Rugby Sevens medalha de prata na Rio 2016.